# Число вершинного покриття
Число вершинного покриття графа {\displaystyle G} — розмір найменшого вершинного покриття в ньому.
Оскільки задача вершинного покриття є NP-повною, то невідомі алгоритми визначення числа вершинного покриття в довільному графі, що працюють за поліноміальний час.
У будь-якому графі {\displaystyle G=(V,E)} число вершинного покриття {\displaystyle \tau (G)} пов'язане з числом незалежності {\displaystyle \alpha (G)} першою тотожністю Галлаї: {\displaystyle \alpha (G)+\tau (G)=|V|}, більш того, доповнення до найменшого вершинного покриття є найбільшою незалежною множиною вершин.
У будь-якому графі {\displaystyle G} також виконується нерівність {\displaystyle \tau (G)\geq \nu (G)}, де {\displaystyle \nu (G)} — число парування графа {\displaystyle G}. У двочастковому графі {\displaystyle G}, внаслідок теореми Кеніга, {\displaystyle \tau (G)=\nu (G)}. Тому в двочасткових графах задача визначення {\displaystyle \tau (G)} розв'язується за поліноміальний час.